# Je vous aimerai toujours (film, 1933)
Pour les articles homonymes, voir Je vous aimerai toujours.
Pour plus de détails, voir Fiche technique et Distribution.
Je vous aimerai toujours (titre original en italien : T'amerò sempre) est un film italien réalisé par Mario Camerini, sorti en 1933.
Mario Camerini tournera  un remake du film en 1943, avec Alida Valli, Antonio Centa et Gino Cervi.

## Synopsis
Adriana et sa fille sont abandonnées par Diego, un noble chez lequel elle était en service et qui avait abusé d'elle. Pour survivre elle travaille dans un salon de coiffure. Mario le comptable tombe amoureux d'elle, mais Adriana honteuse de sa condition le repousse.  Diego la rencontre inopinément au salon, lui annonce qu'il va se marier et lui propose néanmoins de devenir sa maîtresse. Mario, entendant la conversation, outré et jaloux se bat avec Diego. À la suite de cette affaire, Mario et Adriana sont licenciés et sur le chemin du retour Adriana accepte finalement la demande en mariage de son amoureux.

## Fiche technique
- Titre : Je vous aimerai toujours
- Titre original : T'amerò sempre
- Réalisateur :  Mario Camerini
- Sujet : Mario Camerini
- Scénario :  Guglielmo Alberti, Ivo Perilli
- Photographie : Ubaldo Arata
- Montage : Fernando Tropea (en)
- Musique : Ezio Carabella, Riccardo Pick-Mangiagalli
- Scénographie : Gastone Medin
- Maquillage : Franz Sala
- Production :  Cines
- Distribution : Anonima Pittaluga
- Pays de production :  Royaume d'Italie
- Langue : italien
- Format : Noir et blanc — 35 mm — 1,37:1 — Son : Mono
- Genre : Drame, romance
- Durée : 70 minutes
- Dates de sortie :
  - Royaume d'Italie : 30 avril 1933

## Distribution
- Elsa De Giorgi : Adriana Rosé
- Nino Besozzi : Mario Fabbrini
- Mino Doro : Diego Varchi
- Robert Pizani : Oscar, le coiffeur
- Pina Renzi : Mme Clerici
- Nora Dani : Clelia, sœur de Mario
- Loris Gizzi : Meregalli
- Giacomo Moschini